# Кристин Юрукова
Кристин Стоянова Юрукова е съвременна българска писателка, журналистка и художничка.

## Биография
Кристин Юрукова е родена на 14 януари 1956 г. в Пловдив в семейството на юриста Стоян Юруков (1913 – 1977) и Анка Юрукова (1924 – 2001), по баща Попова, от Стара Загора. По бащина линия тя е правнучка на Партений Белчев, баща на баба ѝ Христина, майка на баща ѝ и любим учител на Иван Вазов, описан от поета в „Под игото“, „Даскалите“ и др. Другият ѝ прадядо по бащина линия – Стоян Юруков (1864 – 1937) от Брацигово – е един от организаторите на Априлското въстание в Брацигово, заточеник в крепостта Сен Жан Д`арк, а дядо ѝ Костадин Юруков (1864 – 1937), завършил с отличие Право в Екс ан Прованс, Франция, е бил съдия в Пловдив. По майчина линия Кристин е потомка на екзарх Антим I и на поета Добчо Попов (1897 – 1929), брат на дядо ѝ Антон Попов от Стара Загора, където той още ученик създава литературен кръжок около списания „Ранни цветя“ и „Трептящи акорди“.
От дете пише поезия, рецитира и рисува (уроци по рисуване при Иван Поповски). През 1973 г. Кристин завършва със златен медал Образцова гимназия „Лиляна Димитрова“ в Пловдив и същата година е приета с висок бал в Юридическия факултет на Софийския университет, специалност „Право“, което тя завършва през 1978 г. Работи като юрисконсулт на завод „Напредък“ в Пловдив от 1978 до 1990 г., като адвокат от 1996 до 2000 г., а след това до септември 2016 г. (когато заболява) – като писателка, журналистка, преводачка, художничка и учителка по немски език на свободна практика.

## Творчество

### Писател и журналист
Като писателка и журналистка тя публикува романи, разкази, поезия, литературна критика, изкуствоведчески и журналистически статии във вестниците „Демокрация“, „Анти“, „Свобода“, „Свободен народ“, „Век 21“, „Литературен форум“, „АБВ“. Първите ѝ публикации (разкази и есета) са публикувани в началото на 80-те години на 20 век в списание „Тракия“ и пловдивски вестници.
Като автор е публикувала множество книги. Между тях са „Човекът пред вратата“ (разкази), „Клетвен знак“ (роман), „Обратната страна на времето“ (кратка проза на немски и на български), „В рамката на огледалото“ (разкази), „Сън на сянка“ (поезия), „Плът от плътта“ (поезия), „Песни на плача“ (разкази на документална основа), първи и втори том, „Планът на Париж“ (роман), „Самотраки“ (поезия на немски и български), „Странника/ Der Landstreicher“ (поезия на немски и български)], „Думи, след мене“ (поезия на немски и български), „Синьото на синчеца“ (поезия), „Продължението“ („Родом от Родопа“, роман), „Княз Батемберг/Граф Хартенау“ (роман), „Съноведенията на Семела“ (роман), „Истории/История“ (роман). Тя превежда българска и немска лирика на двата езика. В Германия с немски писатели, поети и художници редактира литературния вестник „Детмолдски страници“. Правила е четения в България и в Германия – в Детмолд, Лемго, Лаге, Билефелд.

### Художник
Като художничка Кристин Юрукова работи в областта на живописта – маслена, акрилна и темперна, графиката (молив, въглен, туш), иконописта и църковната стенопис (сухо фреско). Живописните и графичните ѝ творби са групирани в цикли: фигурални композиции по тракийска митология и български фолклор; морски, планински и градски пейзажи и натюрморти с цветя. Самостоятелните ѝ изложби, често, придружени и с четене на нейни произведения, представят циклите от картини.
Първата ѝ изложба с маслени платна и икони „България“ е организирана в гр. Лемго, Германия. Втората ѝ самостоятелна изложба „Естьестьво“ (за Природата, на която сме ѝ околни) – живопис, иконопис и графика е представена в читалище „Алеко Константинов“ – гр. Пловдив през 2009 г.
На 9 ноември 2009 г. представя свои картини в Пловдив, посветени на падането на Берлинската стена в изложбата „Пирон в стената“. Откриването ѝ е съчетано с четене на нейни статии и разкази за жертвите на Берлинската стена, публикувани 20 години по-рано. През 2010 г. в Пловдив са представени нейни портрети на немскоезични писатели като изложбата е придружена с четене на нейна лирика, посветена на тях. Портретите художничката подарява на Немската библиотека в Пловдив.
Заедно със сестра си Марлена Юрукова и племенницата си Смиляна Тодорова има три изяви като художничка: изложба, посветена на австрийския художник Егон Шиле в Немската читалня на НБ „Иван Вазов“ – Пловдив, 2010 г.; изложбата „Шарено, галено, българско“ в Етнографския музей – Пловдив, март 2012 г. и изложбата „Божия Свят“ в Музеен център за съвременна история – Пловдив, май 2012 г. Следват самостоятелните ѝ изложби „Мигове/ Митове“ (по тракийска и етруска митология) в галерия „Ромфея“, 2012 г.; „Българските веди“ в Народната библиотека „Иван Вазов“ – март 2017 г.; „Възраждане“ (пейзажи от Стария Пловдив и портрети на пловдивски възрожденци) в рамките на „Нощ на музеите“ – септември 2017 г. Кристин Юрукова изписва заедно със сестра си Марлена Юрукова параклиса „Св. св. Константин и Елена“ (1999) и църквата „Св. Арахангел Михаил“ (2000) в с. Равногор, общ. Брацигово.
Тя е илюстрирала много от книгите си.
Художничката дарява свои икони на много църкви в България, а картини – на български музеи, сред които са Музеят на Възраждането в Пловдив, на който дарява портрети на възрожденци (Димитър Матевски, Христо Търнев, Партений Белчев, д-р Васил Соколски, Данаил Юруков), Музеят на Иван Вазов в Сопот и др.

### Награди
Кристин Юрукова е носителка на различни литературни и журналистически отличия. Първата ѝ награда е за разказ, посветен на юбилей на Априлското въстание през 1986 г. През 2006 е наградена с литературна награда за поезия във връзка с юбилея на Св. Иван Рилски.
През 2006 г. получава национална награда на Фондация „Развитие 21“ за ръкопис на романа си „Планът на Париж“.
През 2008 г. получава национална награда за ръкопис на фантастичен роман на издателство „Аргус“ за романа „Продължението“, София.
През 2009 г. следва награда на националния конкурс за есе и къс разказ на Фондация „Конрад Аденауер“ и Национален граждански форум „Българка“ за разказа „Среща в гората“.
През 2010 г. ѝ е дадена награда на екологичната общност в България на името на Джеймс Баучер за заслуги за статии по опазване на околната среда.

### Белетристика
- „Човекът пред вратата“ (разкази, изд. „Български писател“, София, 1989 г.)
- „Клетвен знак“ (роман, изд. „Мозайка“, 1993 г.)
- „Обратната страна на времето“ (1995, кратка проза на немски и на български, илюстрации – Цвятко Сиромашки)
- „В рамката на огледалото“ (2001, разкази, Издателско ателие Аб)
- „Песни на плача“, том I (2006, разкази)[7]
- „Планът на Париж“ (роман, ИК „Фондация Развитие XXI“, 2007)
- „Продължението“ (2008, роман), „Родом от Родопа“ (2014)
- „КНЯЗ БАТЕНБЕРГ/ ГРАФ ХАРТЕНАУ“ (2014, роман)
- „Достойнства“ (2016, разкази)
- „Съновиденията на Семела“ (2016, роман)
- „Истории/история“ (2018, роман)

### Поезия
- „Сън на сянка“ (2003, лирика)
- „Плът от плътта“ (2005, лирика)[8][9]
- „Странника/Der Landstreicher“ (2010, поезия на немски и на български)
- „Синият синчец“ (2010, лирика, посветена на Иван Вазов)]
- „Думи след мене“ (2010, 2013, лирика)
- „Писма до Винсент“ (2010, 2018, лирика на български и немски)
- „Етрурия/Тракия“ (2013, лирика на български; 2015 – лирика на немски и български)
- „Масаите“ (2013, лирика)
- „ЕСТЬЕСТЬВО“ (2013, лирика); „Чрез словото стана всичко“ (2012, лирика)
- „Светове/Цветове“ (2011, 2015, 2018, лирика)
- „Птичи езици/Vogelsprachen“ (2015, лирика на български и немски)
- „Самотраки/Samothraki“ (2010, 2015, лирика на немски и на български)
- "Континентът Любов/ Der Erdteil Liebe“ (2015, лирика на немски и на български)
- „Новели на страстта“ (2013, лирика)
- „Просветления“ (2017, лирика)
- „Ясна поляна“ (2018, лирика)
- „Цветница/Palmsonntag“ (2011, 2018, лирика на български и немски)
- „Покаяние“ (2018, лирика)
- „СРЕЩА / STRETNUTIE“ (2018, лирика на български и чешки)
- „Краков“ (2018, лирика)

### Журналистика
Публикации във вестниците „Анти“ (съотв. „Про и Анти“), „Свободен народ“, „Демокрация“ („Детонация“), „Свобода“, „Век 21“.